# Ван Яни
Ван Яни (кит. трад. 王亞妮, упр. 王亚妮, нем. Wang Yani; 2 мая 1975, Гунчэн-Яоский автономный уезд, Гуанси, КНР) — китайская художница, проживающая в Германии. Яни начала рисовать в два с половиной года под руководством своего отца, который сам был художником-самоучкой. Её творчество на протяжении 1977—1991 годов было в центре внимания крупнейших средств массовой информации, о художнице писали «The Washington Post», «The New York Times», «The Los Angeles Times», «The Tulsa World», «The Christian Science Monitor» и другие крупные газеты Европы, США и азиатских стран. Некоторые издания называют художницу самым известным вундеркиндом родом не с Запада в мире изобразительного искусства.

## Биография
Художница родилась в деревне Гунчэн в Гуанси на юге Китая в семье преподавателя рисования и художника Ван Шицяна (англ. Wang Shiqiang) и его супруги Тан Фунцзяо (англ. Tang Fongjiao). Последняя работала в универмаге продавцом игрушек, при этом в американской прессе впоследствии утверждалось, что значительная часть денег, которые она зарабатывала, шли на покупку принадлежностей для занятия живописью дочери, а Лицинь Тан описывает её как типичную китайскую жену, которая поглощена заботами о домашнем хозяйстве и оказывает моральную поддержку мужу и дочери. У Ван Яни есть брат Ван Цяньюй (на четыре года младше), СМИ сообщали, что он тоже одарённый художник, но семья пыталась отвлечь мальчика от изобразительного искусства в страхе, что его живопись может препятствовать спонтанному развитию художественных способностей дочери. Лицинь Тан в своей книге о юной художнице упоминает ещё двух её братьев, родившихся в 1987 и 1989 годах.
Ван Шицян вспоминал, что он работал в студии, когда двухлетняя Яни взяла кусок угля и начала рисовать на стене. Девочка периодически отступала назад, подражая своему отцу и изучая свою работу с полузакрытыми глазами, одной рукой упёршись в бедро. Закончив свой рисунок, она положила древесный уголь на одну из картин своего отца, после чего он её отшлёпал. Только после того, как его дочь закричала: «Папа, я хочу рисовать, как ты!», Ван Шицян вспомнил своё детство и то, как его родители неодобрительно относились к его увлечению искусством.
Отец, работавший в европейском стиле, поощрял её занятия живописью с самого начала, а с 1983 года даже отказался от собственной карьеры. Когда Яни путешествовала с выставками, он всегда сопровождал её, вёл дневник этих путешествий. Его руководство занятиями живописью дочери включало ознакомление девочки с шедеврами китайской архитектуры (среди них: Великая китайская стена, Музей императорского дворца и конфуцианские святыни в Цюйфу в провинции Шаньдун), а также прогулки и дальние поездки для знакомства с разнообразием китайской природы. Так, он утверждал, что неожиданно для себя заметил, что все плодовые деревья, которые она рисовала, не были покрыты листвой. Чтобы побудить дочь к её изображению, он специально отвёл Ван Яни в известный парк, чтобы она могла представлять подлинную красоту кроны плодовых деревьев.
В собственности семьи находились почти все картины и рисунки девочки, на 1989 год их число достигло 10 тысяч. Ни одной картины семья не продала, несмотря на выгодные предложения. Отец не предпринимал попыток повлиять на формирующуюся стилистику картин дочери, долгое время в доме семьи не было даже книг по искусству. Девочка с отцом посетила зоопарк, где впервые увидела живую обезьянку. Отец купил Яни обезьянку, когда ей было три года. Яни считала её своим лучшим другом и постоянно рисовала.

### Признание в Китае и в мире
Первые официальные выставки художницы состоялись на родине в Гуйлине и Шанхае, когда девочке было всего четыре года. Когда ей исполнилось шесть лет, состоялась персональная выставка в Пекине. К этому времени Ван Яни уже создала около четырёх тысяч картин. В Китае был снят документальный фильм, посвящённый девочке. Перед камерой она создавала свои картины и демонстрировала навыки каллиграфии. Ван Яни после этого стала широко известна как «маленькая художница обезьянок». Её картины появились на почтовых марках Китая, когда девочке исполнилось восемь лет.
Персональные выставки девочки прошли в Гонконге и Японии, а в ФРГ, благодаря Институту зарубежных культурных связей в Штутгарте, состоялась не только выставка, но и выступление по телевидению. Первая персональная выставка в Лондоне прошла, когда Ван Яни было четырнадцать лет. Немного позже её работы были представлены в Галерее Артура М. Саклера Смитсоновского института в Вашингтоне, на передвижной выставке, организованной Музеем искусств Нельсона-Аткинса в Канзас-Сити, штат Миссури, в Музее азиатского искусства в Сан-Франциско. Когда Ван Яни достигла пятнадцати лет, то при помощи Министерства иностранных дел Германии были проведены пять выставок Ван Яни в разных городах страны. В 1991 году состоялась выставка на Тайване. В американской прессе высказывались предположения, что неограниченная свобода творчества и передвижения юной художницы должны были отвлекать внимание от отсутствия свободы творчества в Китае того времени для профессиональных деятелей искусства. Значение поездок девочки на Запад было велико, газета «The Washington Post» писала: «Она создаёт контакты между американцами и народом Китая в то время, когда мы изо всех сил пытаемся понять эту страну».

### Европейский период жизни
К тому времени, когда Ван Яни исполнилось шестнадцать лет, о ней было написано уже шесть книг, пресса называла её «китайским Пикассо». Художница изучила немецкий язык за три семестра в Институте имени Гёте и получила стипендию для изучения искусства в Германии. Лицинь Тан, опубликовавший книгу, основанную на диссертации о юном мастере, в Монреале в 1993 году, выделял на тот момент три периода её творчества: «успех» (возраст от 3 до 6 лет), «исследование» (от 7 до 11 лет) и «тишина» (от 11 до 15 лет). В 1996 году Ван Яни приступила к изучению живописи в Мюнхенской академии художеств. Её наставниками здесь стали известные в Германии художники и преподаватели американец Джерри Зенюк и Юрген Рейпка, девушка с трудом осваивала новые для неё принципы живописи. Окончила Академию она в 2005 году. С тех пор прошло несколько выставок Ван Яни, уже ставшей профессиональной художницей, в Германии, среди них — выставка в Галерее Ясперса.
В 2013 году художественные критики отмечали, что они мало знают о юности девочки, воспринимавшейся в детстве как вундеркинд, однако теперь она является одним из вполне успешных абстрактных художников современной Германии, создающим сложные и изощрённые произведения искусства. По их мнению, это стало следствием исключительных способностей художницы и правильно поставленного процесса её обучения живописи.
Немецкий искусствовед отмечает на выставке работ художнице в галерее «Kunstgetriebe»:

«Хотя китайская традиция каллиграфии всё ещё присутствует в представленных монотипиях, изображения Ван показывают динамику самого процесса рисования, что противоречит традиционному китайскому пониманию каллиграфии. При этом западная концепция живописи представлена именно как динамический процесс… Яни выходит за рамки привычных технических возможностей с удивительным разнообразием художественных приёмов и средств выразительности. Картины Ван Яни поучительны, так как это современное развитие направления, которому более 2000 лет. Оригинальный китайский стиль превратился в новое, более современное, более многослойное выражение личности художника. Традиция и современность сочетаются убедительно в их графике и картинах»— Габриеле Моргенрот. Убедительное объединение традиционной и современной китайской живописи

## Особенности творчества
Газета «The Washington Post» писала: «Она рисует с такой скоростью и интенсивностью, что процесс напоминает автоматическое письмо, как будто бы она работает в трансе, талант использует девочку, а не она пользуется им».
В 1989 году в ходе выставки в США посетителям предоставили возможность присутствовать при создании девочкой своих картин. Репортёр так описывал этот процесс:

«Она сидит молча в течение более пяти минут, думая о том, как начать работу на чистом листе бумаги, лежащем перед ней. Около 100 человек — репортёры, фотографы, телеоператоры, все они смотрят на неё в невероятной тишине. Неожиданно она делает мазок на бумаге кистью по диагонали и молниеносными движениями наносит рисунок волнистыми густыми линиями чёрной туши по чистому листу сверху слева направо. Затем она откидывается назад, глядя на группу линий, которая только что стала началом её новой картины. В течение следующего часа она будет чередовать длительные моменты созерцания с короткими эпизодами живописи, когда размытые кристаллы, китайская тыква и нарцисс возникают на картине, которую она решает назвать „Счастливые соседи в саду“»— Луиза Суини. Художница-ветеран Китая — 14-летняя Ван Яни

### Эволюция творчества
Ван Яни начала рисовать в возрасте двух с половиной лет. Первые работы она создавала в традиционной китайской технике тушью и кистью на рисовой бумаге гохуа. С раннего возраста отмечались интерес художницы к психологии и её наблюдательность. Когда ей было четыре года, она нарисовала три изображения состояния опьянения. В «Пьяном» две пушистые обезьяны с красными лицами лежат на полу рядом с винным чаном. В «Обнюхивании вина» изображены обезьяна и горшок с вином. Критик отмечал одновременно сексуальность и застенчивость смущённых вниманием к ним персонажей.
Первоначально она рисовала обезьян, затем перешла к зарисовкам птиц и цветов. Ван соединяла различные стили китайских мастеров живописи, как старый, так и современный, постепенно она перешла к изображению ландшафтов. В настоящее время Ван Яни воспринимает пейзаж как «высший и самый требовательный жанр в зрелой китайской живописи». Многие картины отличает мягкий юмор. Одна картина, которая была создана в семь лет, шокировала аудиторию. На ней дети танцуют, но выражения на их лицах жестоки и обезличены. Искусствоведы отмечали, что персонажи на картинах находятся в состоянии ожидания. Обезьяна с леской только что зацепила рыбу, птицы, похоже, ждут приказа взлететь. В начале XXI века в творчестве художницы усилились абстрактные мотивы.
В своём эссе о Ван Яни искусствовед Джулия Эндрюс отмечает, что Яни был только один год, когда умер Мао Цзэдун, поэтому она предполагает, что девочка дала китайцам представление о самих себе, в котором они нуждались. Художники и аудитория были разочарованы в соцреализме и испытывали острый интерес к экспериментам. Картины ребёнка предложили свежий взгляд на мир. Сама девочка оказалась в центре внимания китайского общества: «Она является национальным достоянием, люди проходят огромные расстояния, чтобы наблюдать за её работой». Однако на вопрос, оказала ли политическая ситуация в Китае влияние на судьбу Яни, её отец заявил, что нет.
Сама художница пишет в настоящее время:

«Мои основные мотивы по-прежнему исходят из китайской традиции. Это растения, особенно бамбук и лотос; только они изображены в моих новых произведениях с помощью западных методов. Я превратила свои чувства в цвета: на классическом фоне чёрной туши цвет выражает то, что я чувствую и хочу передать с помощью растительных мотивов. Поэтому мои цвета не являются „естественными“, мой чёрный цвет меняется, как в цветовой гамме в классической китайской технике»— Ван Яни. Галерея Ясперса

### Известные работы детского периода

Ван Яни. Китти, 1978

Ван Яни. Это всё моё, 1984

Детские работы художницы часто характеризуются как произведения стиля «сеи» (кит. трад. 寫意, упр. 写意, «живопись идей»), это — импровизационный китайский стиль, который не опирается на какие-либо предварительные планы или реальные модели, для него характерны изображения, возникающие в воображении художника в тот момент, когда он прикасается кистью к бумаге.
Девочка использовала минимальное число прикосновений кисти к бумаге. «Китти» (1978, размер — 16 на 22 сантиметра, техника — тушь, рисовая бумага), которую она нарисовала в возрасте 3 лет, — чёрный котенок. Он создан всего семью или восемью уверенными мазками кисти. Детальному анализу в сопоставлении с работами других юных художников подвергли эту одну из ранних работ китайской художницы британские психологи Дрейк и Уиннер в своей статье о художниках-вундеркиндах. Яни изображала котёнка, не пытаясь создать иллюзию третьего измерения. Психологи это объясняют тем, что даже двухлетние дети поддаются влиянию официальной и массовой культуры: дети видят картины в журналах, картины, висящие на стене, рисунки в книгах, которые читаются им родителями. У западных детей больше шансов увидеть реалистичные рисунки и мультфильмы, а у китайских детей больше шансов увидеть картины, выполненные в стиле кисти и туши китайского классического искусства. Ребёнок не копировал рисунки, но он смог усвоить стиль рисунков, которые его окружали. Психологи делают вывод, что художественная традиция оказывает сильное влияние на вундеркиндов, как и на взрослых художников. Этот рисунок тушью был представлен во время европейского и американского (в галерее Артура М. Саклера в Смитсоновском музее, в Канзас-Сити и Сан-Франциско среди 69 работ Ван) её турне и вызвал пристальный интерес искусствоведов и широкой публики в 1989 году.
В своей диссертации о творчестве Ван Яни Лицинь Тан признаётся, что одной из самых любимых его работ юной художницы является зарисовка, изображающая обезьяну, внимательно наблюдающую за полётом в воздухе двух бабочек, которая известна под названием «Это всё моё» (англ. «That's all Mine»). Девочка выполнила этот рисунок в возрасте девяти лет в 1984 году. Фигура обезьяны занимает значительную часть вертикально расположенного листа. Она развернула свою мордочку назад, и её взгляд направлен в верхний правый угол, где парят розовая и голубая бабочки. Художница сохранила естественный фон рисовой бумаги. Девочка выполнила предварительный рисунок тушью, а затем доработала его минеральными красками (в первую очередь крылья бабочек и туловище обезьяны), в которых преобладают розовый, голубой и зеленоватый цвета. Искусствовед отмечает, что для девочки это была тогда «значительная инновация, так как добавление цвета делает изображение более убедительным, а композицию более гармоничной». По мнению Лицинь Тана, этот рисунок свидетельствует о значительном прогрессе в осмыслении юной художницей окружающего её мира и стремлении к освоению новых графических техник.

## Личность художницы
Пресса воспринимала девочку как маленькое дитя с длинными чёрными волосами, завязанными красной ленточкой, в розовой блузке с вышитыми цветами и обрезанными джинсами. Обычно она рисовала босиком. Стимулом для создания картины могло стать самое незначительное событие её личной жизни. «Однажды отец купил ей прелестный красный зонт. Слишком нетерпеливая, чтобы ждать дождя, она нарисовала обезьяну с маленьким красным зонтиком и радостно играла в дождь», — сообщала газета «The New York Times». Неоднократно выражались опасения, что внимание прессы и публики оказывают давление на девочку и превращают её в машину для производства картин.
Сама Яни так описывала свой распорядок дня в детстве американским журналистам: «Каждый день я хожу в школу к 6:45. В 11:30 я прихожу домой, потом рисую. Я снова иду в школу в 2 часа, вернусь в 5 часов, потом рисую и ужинаю. Затем я иду в школу в 7 часов и вернусь в 9:30». Когда она услышала, что американцы ходят на занятия в школу только на шесть часов в день, а большую часть дня предоставлены сами себе, то захихикала.
Круг интересов художницы не ограничивается живописью, она любит китайскую народную музыку, музыку Франца Шуберта, Вольфганга Амадея Моцарта и Пятую симфонию Людвига ван Бетховена. В свободное время художница читает китайскую литературу, играет на музыкальных инструментах, пишет стихи, в юности увлекалась танцами.
Художница замужем за художником, фотографом и преподавателем У Миньанем, у них родились трое детей: две девочки и мальчик.

## Книги о творчестве Ван Яни
К 1991 году о Ван были опубликованы следующие книги:
- 1985. Каталог выставки Ван Яни в Японии.
- 1986. Книга, изданная в Китае на пяти языках, «Мир ребёнка — картины Ван Яни» (нем. «Die Welt eines Kindes — Bilder Wang Yanis»)[20].
- 1986. Книга, изданная в Мюнхене на немецком языке, «Ван Яни, полотна китайского ребёнка» (нем. «Wang Yani. Bilder eines chinesischen Kindes»)[21].
- 1989. Альбом картин художницы, изданный в США «Кисть невинности» (англ. «The Brush of Innocence»)[22].
- 1991. Альбом, изданный в Нью-Йорке «Юная художница: жизнь и живопись Ван Яни — необычная молодая художница из Китая», он был переиздан 1995 году (англ. «A Young Painter: The Life and Paintings of Wang Yani — China's Extraordinary Young Artist»)[23][24].
- 1991. Каталог выставки Ван Яни в Тайване.

Книги о художнице издавались и позже. В 1993 году проживавший в Канаде китайский цифровой художник, аниматор и педагог Лицинь Тан защитил диссертацию «Случай художественно одаренной китайской девушки: Ван Яни» (англ. «A Case Study of An Artistically Gifted Chinese Girl: Wang Yani») о творчестве юной художницы. В том же году она была издана в Монреале. В 2006 году вышла небольшая книга «Ван Яни: желание рисовать» (англ. «Wang Yani: longing to paint»).